# Learning Curve (Zvezdna vrata SG-1)
Learning Curveje naslov epizode znanstveno-fantastične serije Zvezdna vrata, v kateri se O'Neill, Teal'c in Daniel v okviru izobraževalnega programa odpravijo na planet Orban. Daniel in Teal'c ostaneta na planetu. Daniel namerava proučevati starodavni mozaični vzorec na tleh orbanske zvezdne dvorane, Teal'c pa bi rad tamkajšnje prebivalstvo seznanil z nevarnostjo, ki jo za njih predstavljajo Goa'uldi. O'Neill se medtem vrne na Zemljo skupaj z deklico Merrin, ki je nenavadno inteligentna.